# Upászaka és upásziká
Upászaka (férfi) vagy upásziká (nő) "kísérőt" jelent szanszkrit és páli nyelven. A kifejezés a buddhizmusban azokra vonatkozik, akik nem szerzetesek (bhikkhu), apácák (bhikkhuni) vagy szerzetesnövendékek (srámanera) egy buddhista rendben, mégis bizonyos fogadalmakat tettek. Ma olyan értelmezése is van a kifejezésnek, hogy az illető elkötelezte magát.

## Fogadalmak
Az upászakák öt dologra tesznek fogadalmat, amely az "Öt fogadalom" (páli: pancsaszíla):
1. Érző lény életét nem oltom ki;
2. Nem veszem el, amit nem adnak;
3. Tartózkodok a helytelen szexuális magaviselettől;
4. Tartózkodok a helytelen beszédtől;
5. Tartózkodok a bódító hatású szerektől.

A théravada hagyományban az Upószatha napokon az elkötelezett gyakorlók további fogadalmakat is tehetnek - a "nyolc szabály" (páli: uposzathan szamádijati).

## Beavatási szertartások

### Théravada hagyományok
A hagyományos théraváda közösségekben a nem-buddhista azáltal válik buddhista világi tanítvánnyá, hogy egy szerzetes után vagy önállóan egy sztúpa vagy Buddha kép előtt állva elismétli a három drágaság és az öt fogadalom ősi formuláit. Buddhista szülők újszülött csecsemőiket a hagyomány szerint első sétájukkor viszik el egy templomba teliholdkor vagy fesztivál alkalmával - és ekkor kerülnek bemutatásra a három drágaság előtt (Buddha, szangha, dharma).

### Mahájána/vadzsrajána hagyományok
A kínai csan és a japán zen hagyományokban menedékvételi szertartásokat rendeznek, amelyek során a szabályokat a gyakorlók átveszik.
A kínai hagyomány szertartásainak menete szerepel az Upászaka szabályokról szóló szútra tizennegyedik fejezetében (優婆塞戒經受戒品第十四).
A szabályok átvételére készülő tanítványok először a hat irányban fejezik ki tiszteletüket. Ezzel fejezik ki szüleik, tanáraik, feleségük vagy férjük, barátaik, vallási mestereik és alkalmazottaik (hagyományosan a szolgák) felé érzett tiszteletüket. A hat irány felé mutatott tiszteletadás jelenti a kölcsönösségi felelősség kifejezését mindegyik kapcsolatnál. Ezután a szülői engedélyre van szükség. Ha engedélyt kap valaki, akkor értesíti a társát és az alkalmazottait. A hagyományok szerint ez után kellett értesíteni a király, amit ma már - érthető okokból - nem túl sokan gyakorolnak. A tanítvány a kötelező tiszteletadások után kérheti az egyházi személytől a szabályokat, amiket készül elfogadni. Ezután egy társalgás következik a tanítvány és az egyházi személy között - olyan kérdésekre kell válaszolni, hogy meg vannak-e a jelölt engedélyei illetve, hogy korábban követett-e el komoly fizikális vagy mentális bűnöket. Az egyházi személy elmagyarázza a szabályok betartásával járó előnyöket és hátrányokat és megkérdezi, hogy a jelölt hajlandó-e elfogadni és betartani a szabályokat és elkötelezett marad-e a három drágasággal szemben.
A fogadalom tételt követően az új tanítvány hat hónapig segítő megfigyelés alatt áll - azaz rendszeresen eljár a templomba. Ha hat hónap után sem szegte meg a szabályokat, akkor menedéket vehet a három drágaságban. Ezután formálisan elismétli az egyházi személy után a fogadalmakat és ezzel megtörtént a teljes fogadalomtétel.

## Szertartásos öltözékek
Indiában, hagyományosan az upászakák fehér ruhát viselnek, amely kifejezi a világi és egyházi személyek lemondási szintjeinek különbségét. Emiatt néhány klasszikus szöveg "fehér ruhás világi embereket" (avadáta-vasszana) említ.  A mai napig ez történik emiatt a théraváda templomokban, főleg, amikor egy nem-buddhista tér át buddhizmusra, vagy a nyolc szabály vizsgálatakor upószatha napon.
A kínai hagyományban az upászakák és upászikák is fekete hosszú ujjú ruhát viselnek a szertartások és elvonulások idején, amely a három drágaság szimbuloma haiqing (海清). A fekete ruha fölött barna kaszáját viselnek (manyi (缦衣)), amely a szabályok betartását jelképezi. A szerzetesektől eltérően ők nem viselhetnek más alkalmakkor is ilyen ruhákat.